# Eugène Rouché
Eugène Rouché (n. 18 august 1832, Sommières, Languedoc-Roussillon, Franța – d. 19 august 1910, Lunel, Lunel Agglo⁠(d), Franța) a fost un matematician francez.

## Carieră
A terminat facultatea la cunoscuta École Polytechnique, în anul 1852. A devenit profesor de matematică la liceul Charlemagne și apoi la École Centrale, iar ulterior a devenit profesor în comisia de admitere la facultatea pe care a terminat-o.
Rouché este cel mai cunoscut în lumea matematicienilor pentru contribuțiile sale teoretice, teoremele sale, Teorema lui Rouché din analiza matematică complexă, publicată prima dată în jurnalul propriei sale facultăți, École Polytechnique, în 1862 și pentru Teorema Rouché-Capelli din algebra liniară.

## Alte articole
- Teorema lui Rouché
- Teorema Rouché-Capelli